# Ghost Brigade
Ghost Brigade – fińska grupa muzyczna założona w 2005 roku w Jyväskylä.

## Historia
Zespół Ghost Brigade powstał w 2005 roku w Jyväskylä. 
Pierwsze demo zatytułowane Demo 2006, zawierające cztery utwory, grupa wydała własnym nakładem w lutym 2006 roku. 
Nagrania odbyły się w dwóch studiach w Helsinkach pod koniec 2005 roku, zaś całość została zmiksowana w Seawolf Studios przez Mikko Poikolainenena. 
W lipcu 2006 roku zespół podpisał kontrakt z wytwórnią Season of Mist, zaś w styczniu 2007 roku rozpoczął nagrywanie debiutanckiej płyty w Seawolf Studios, ponownie współpracując z Mikko Poikolainenem. Pierwszy album Ghost Brigade zatytułowany Guided by Fire ukazał się 17 września 2007 roku.
W 2008 roku zespół występował m.in. na festiwalu Tuska Open Air.
Druga płyta Ghost Brigade zatytułowana Isolation Songs została nagrana w Seawolf Studios w Helsinkach z gościnnym udziałem Aleksiego Muntera (Swallow the Sun). Album miał premierę 3 sierpnia 2009 roku. W niemieckiej edycji magazynu Metal Hammer został wyróżniony jako płyta miesiąca, zaś w Finlandii zadebiutował na miejscu 22 i był notowany przez pięć tygodni. 
W 2009 roku zespół występował na festiwalach Brutal Assault i Summer Breeze oraz brał udział w trasie koncertowej jako support Paradise Lost.

## Dyskografia
| 2007                           | Guided by Fire - Data: 17 września 2007 - Wydawca: Season of Mist                  | —  | —  |
| 2009                           | Isolation Songs - Data: 3 sierpnia 2009 - Wydawca: Season of Mist                  | 22 | —  |
| 2011                           | Until Fear No Longer Defines Us - Data: 19 sierpnia 2011 - Wydawca: Season of Mist | 7  | 90 |
| 2014                           | One with the Storm - Data: 7 listopada 2014 - Wydawca: Season of Mist              | 16 | —  |
| "—" pozycja nie była notowana. |                                                                                    |    |    |